# Asif Məlikov
Asif Məmməd Məlikov (İsmayıllı, 13 aprile 1971) è un ex sollevatore azero che ha gareggiato nelle categorie dei pesi gallo (fino a 59 kg.) e dei pesi piuma (fino a 64/62 kg.).

## Carriera
Asif Məlikov partecipò alle Olimpiadi di Atlanta 1996 nella categoria fino a 59 kg., terminando fuori classifica in quanto non riuscì ad effettuare un'alzata valida nei tre tentativi della prova di strappo.
L'anno successivo, dopo essere passato alla categoria superiore (fino a 64 kg.), vinse la medaglia di bronzo ai Campionati mondiali di Chiang Mai con 305 kg. nel totale, dietro al cinese Xiao Jiangang (317,5 kg.) e al turco di origine azera Hafız Süleymanoğlu (315 kg.).
Nel 2004 ottenne la medaglia di bronzo nella categoria fino a 62 kg. ai Campionati europei di Kiev con 280 kg. nel totale, alle spalle del bulgaro Sevdalin Minčev (302,5 kg.) e del rumeno Adrian Jigău (297,5 kg.), e, qualche mese dopo, prese parte alle Olimpiadi di Atene 2004, concludendo la gara al 12º posto finale con 265 kg. nel totale.
Dopo il ritiro dall'attività agonistica, fu impiegato presso il Ministero degli Affari interni del suo Paese.